# Храм иконы Божией Матери «Всех скорбящих Радость» на Лахтинской улице
Храм иконы Божией Матери «Всех скорбящих Радосте» — домовый православный храм в Санкт-Петербурге на Лахтинской улице. Построен в 1899—1902 годах по проекту архитектора Петра Майера при приюте для детей калек и паралитиков. В 1927 году церковь была закрыта. Возвращена верующим в начале 2000-х годов. В настоящее время — приходская церковь Социального благочиния Санкт-Петербургской епархии.

## История
Церковь иконы Божией Матери «Всех скорбящих Радость» при приюте детей-калек и паралитиков Общества попечения о бедных и больных детях было построено в 1899—1902 годах по проекту архитектора Петра Юлиановича Майера. Здание было построено в русском стиле. Здание имело два этажа и было увенчано тремя луковичными главками. Сама церковь располагалась на втором этаже и была освещена 7 (20) февраля 1902 года епископом Нарвским Иннокентием. В храме располагался золочёный иконостас.
С 1902 года в течение 20 лет в храме служил протоиерей Александр Тихомиров, репрессированный в советское время. В 1919 году церковь стала приходской. В 1927 году была закрыта по постановлению президиума Губисполкома от 27 Ноября 1927 года а ее имущество перевезено в собор апостола Матфия. Здание было передано Дому физически дефективных детей имени Г. И. Турнера. В ходе перестройки в 1929 году фасад здания лишился декора и получил обработку в духе классицизма, было утрачено и завершение церкви в виде барабана с луковичной главкой.
В советское время в здании располагались различные лечебные учреждения. В конце 1980-х годов оно было заброшено.

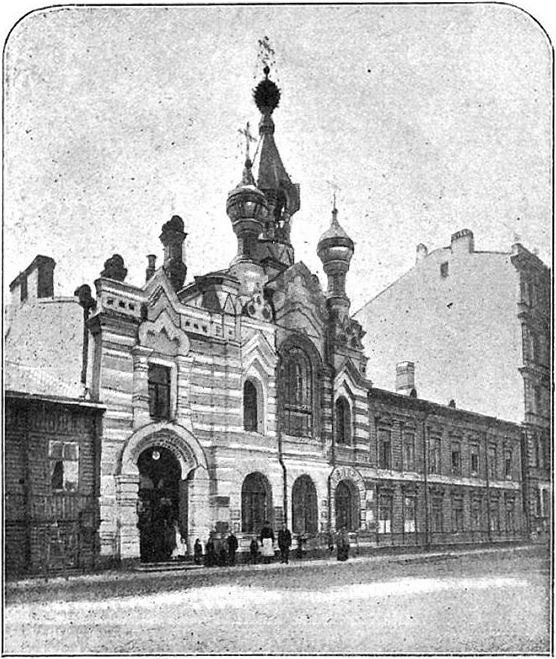
Вид церкви в 1912 году
Вид здания в апреле 2001 года

## Современное состояние
В начале 2000-х годов здание было отреставрировано и в нём вновь разместился детский ортопедо-травматологический учебно-лечебный центр. В ходе реставрации была восстановлена церковь, которая получила статус приходской.
В 2001 году дом включён КГИОП Санкт-Петербурга в «Перечень вновь выявленных объектов, представляющих историческую, научную, художественную или иную культурную ценность». Историко-архитектурную ценность представляют сохранившиеся интерьеры здания: церковный зал второго этажа, декорированный пилястрами в русском стиле, кессонированный потолок, с полихромной орнаментальной живописью, дубовая дверь верь в церковный зал с накладной резьбой и паркет широкой клепки. В настоящее время разработан проект восстановления внешнего облика здания образца 1902 года.